# Superkup ABA lige 2019.
Superkup ABA lige je svoje treće izdanje imao u rujnu 2019. godine u Zagrebu, Hrvatska, u KC "Dražen Petrović". 
 
Natjecanje je osvojio "Partizan NIS" iz Beograda. 

## Sustav natjecanja
Natjecanje se igra kao kup osam momčadi na jednu utakmicu. U natjecanju sudjeluje prvih sedam momčadi iz ABA lige za 2018./19. i prvak Druge ABA lige za 2018./19. Domaćin natjecanja je "Cibona" iz Zagreba. 

## Sudionici
- Budućnost VOLI - Podgorica
- Cibona - Zagreb
- Cedevita Olimpija - Ljubljana  ↓1
- Koper Primorska - Kopar  ↓2
- Crvena zvezda mts - Beograd
- Partizan NIS - Beograd
- FMP - Beograd
- Mega Bemax - Beograd / Srijemska Mitrovica  ↓3

↑1  Cedevita Olimpija nastala 2019. godine spajanjem Petrol Olimpije iz Ljubljane i Cedevite iz Zagreba, te je nastupila na natjecanju zamijenivši "Cedevitu" 

↑2  Koper Primorska 2019. godine nastupio kao prvak Druge ABA lige 

↑3  Mega Bemax domaće utakmice igra u Srijemskoj Mitrovici, dok je klub registriran u Beogradu

## Rezultati
Igrano od 26. do 29. rujna 2018. godine u KC "Dražen Petrović", Zagreb. 
| klub1             | rez.            | klub2             |
| četvrtzavršnica   | četvrtzavršnica | četvrtzavršnica   |
| ----------------- | --------------- | ----------------- |
| Partizan NIS      | 86:73           | Mega Bemax        |
| Crvena zvezda mt  | 82:88           | Koper Primorska   |
| Cedevita Olimpija | 101:92          | FMP Beograd       |
| Budućnost VOLI    | 77:71           | Cibona            |
|                   |                 |                   |
| poluzavršnica     |                 |                   |
| Partizan NIS      | 91:77           | Koper Primorska   |
| Budućnost VOLI    | 75:103          | Cedevita Olimpija |
|                   |                 |                   |
| završnica         |                 |                   |
| Cedevita Olimpija | 77:99           | Partizan NIS      |

## Nagrade za igrače
MVP natjecanja
- Rashawn Thomas (Partizan NIS)[1]

## Unutrašnje poveznice
- Superkup ABA lige
- Premijer košarkaška liga 2019./20.

## Vanjske poveznice
- aba-liga.com - stranice natjecanja